# Élections législatives srilankaises de 2010
Les élections législatives srilankaises de 2010 ont eu lieu le 8 avril 2010. À cause de certaines irrégularités, la commission électorale ordonna la tenue de nouvelles élections dans 2 districts le 20 avril 2010. 
Ce fut la première élection tenue après la fin de la guerre civile qui a duré 26 ans. Comme prévu, l'UPFA a obtenu une victoire écrasante aux élections, jouant sur la victoire de la guerre, mais n'obtiennent pas les deux-tiers du parlement, soit 150 chaises sur 225, pour pouvoir faire changer la constitution. 

## Système électoral
Les élections législatives ont lieu tous les six ans pour élire les 225 membres du Parlement. Le pays est divisé en 22 districts électoraux, et chaque district se voit attribuer un nombre spécifique de sièges en fonction de sa population, avec 196 sièges. Lors de l'élection, les partis se disputant dans un district donné se voient attribuer un certain nombre de sièges en fonction du nombre de votes obtenus. Les 29 sièges restants sont répartis entre les partis politiques sur la base du pourcentage au vote national reçu par chaque parti.
Sachant que le Sri Lanka était une ancienne colonie britannique, et un ancien dominion du Commonwealth, le pays pratique le système de Westminster, couplé avec du bipartisme. Il y a donc un parti politique vainqueur, et un chef de l'opposition, et comme il est impossible pour un simple parti politique d'obtenir la majorité parlementaire, le pays fonctionne avec des alliances de partis. 
Ces alliances changent régulièrement à chaque élection, mais ce sont les 2 même partis politiques cingalais qui se partagent le pouvoir depuis 30 ans :
- La gauche socialiste représenté par l'United People's Freedom Alliance, anciennement la People's Alliance
- La droite conservatrice représenté par l'United National Front, anciennement l'United National Party.

## Fraude électorale
Les élections sri-lankaises ont beaucoup d'antécédents de violence, de mauvaise utilisation des ressources de l'État et d'autres violations des lois électorales. 
274 incidents ont été signalés à la police jusqu'au 5 avril. 
Le Centre de surveillance de la violence électorale (CMEV) a enregistré 413 incidents jusqu'au 7 avril, puis a déclaré qu'il était impossible de dire si l'élection avait été "libre et équitable". 
L'action populaire pour des élections libres et régulières (PAFFREL) a enregistré 270 incidents jusqu'au 7 avril.  La campagne pour des élections libres et justes (CaFFE) a déclaré que l'élection n'était justement pas libre et ni équitable.  CaFFE a condamné la police et le commissaire aux élections pour ne pas avoir appliqué la loi électorale. 
Le Réseau asiatique pour les élections libres (ANFREL) a également enregistré un certain nombre de violations : Une caractéristique importante de la violence était les affrontements internes entre les candidats de l'UPFA.
Le jour des élections, un certain nombre d'infractions électorales ont été signalées dans le pays. Les violations commises dans le district de Kandy étaient suffisamment graves pour que le commissaire aux élections annule le vote et ordonne un nouveau scrutin . Les résultats du district de Trincomalee ont également été annulés parce que les bulletins de vote de certains candidats ont été volés. Re-polling for the effected polling areas took place on April 20.
Un nouveau scrutin a eu lieu le 20 avril dans ces 2 districts.

## Résultats
Résumé du résultats des élections législatives de 2010
| Alliances et partis   | Alliances et partis | Votes      | %        | Chaises  | Chaises  | Chaises |
| Alliances et partis   | Alliances et partis | Votes      | %        | District | National | Total   |
| --------------------- | --- | ---------- | -------- | -------- | -------- | ------- |
|                       | United People's Freedom Alliance - All Ceylon Muslim Congress - Ceylon Workers' Congress - Eelam People's Democratic Party - Jathika Hela Urumaya - Mahajana Eksath Peramuna - National Congress - National Freedom Front - Socialist Alliance - Parti communiste du Sri Lanka - Democratic Left Front - Lanka Sama Samaja Party - National Liberation People's Party - Sri Lanka People's Party - Sri Lanka Freedom Party - Up-Country People's Front | 4 846 388  | 60,33 %  | 127      | 17       | 144     |
|                       | United National Front - Citizen's Front - Democratic People's Front - National Union of Workers - Sri Lanka Muslim Congress - United National Party | 2 357 057  | 29,34 %  | 51       | 9        | 60      |
|                       | Tamil National Alliance - Eelam People's Revolutionary Liberation Front - Tamil Eelam Liberation Organization - Illankai Tamil Arasu Kachchi | 233 190    | 2,90 %   | 13       | 1        | 14      |
|                       | Democratic National Alliance - Janatha Vimukthi Peramuna | 441 251    | 5,49 %   | 5        | 2        | 7       |
|                       | Independents | 38 947     | 0,48 %   | 0        | 0        | 0       |
|                       | Up-Country People's Front | 24 670     | 0,31 %   | 0        | 0        | 0       |
|                       | Tamil Makkal Viduthalai Pulikal | 20 284     | 0,25 %   | 0        | 0        | 0       |
|                       | Sinhalaye Mahasammatha Bhoomiputra Pakshaya | 12 170     | 0,15 %   | 0        | 0        | 0       |
|                       | Tamil United Liberation Front | 9 223      | 0,11 %   | 0        | 0        | 0       |
|                       | Tamil National People's Front - All Ceylon Tamil Congress | 7 544      | 0,09 %   | 0        | 0        | 0       |
|                       | Democratic People's Liberation Front - People's Liberation Organisation of Tamil Eelam | 6 036      | 0,08 %   | 0        | 0        | 0       |
|                       | Sri Lanka National Front | 5 313      | 0,07 %   | 0        | 0        | 0       |
|                       | Autres | 31 644     | 0,39 %   | 0        | 0        | 0       |
| Votes valides         | Votes valides | 8 033 717  | 100,00 % | 196      | 29       | 225     |
| Votes rejetés         | Votes rejetés | 596 972    |          |          |          |         |
| Nombre de votes       | Nombre de votes | 8 630 689  |          |          |          |         |
| Électeurs enregistrés | Électeurs enregistrés | 14 088 500 |          |          |          |         |
| Participation         | Participation | 61,26 %    |          |          |          |         |